# Psacasta
Psacasta – rodzaj pluskwiaków z podrzędu różnoskrzydłych i rodziny żółwinkowatych. Obejmuje 5 opisanych gatunków. 

## Morfologia i zasięg
Pluskwiaki te osiągają od 8 do 12 mm długości ciała w przypadku podrodzaju nominatywnego i od 5 do 7 mm długości ciała w przypadku podrodzaju Cryptodontus. Mają głowę o przedniej krawędzi niezaokrąglonej. W podrodzaju nominatywnym na bukuli brak jest zęba, natomiast w podrodzaju Cryptodontus jest on obecny. Tułów ma dużą, szeroką, na tylnej krawędzi zaokrągloną tarczkę nakrywającą w całości lub niemal w całości listewkę brzeżną odwłoka.
Rodzaj palearktyczny. W Polsce nie występuje, jednak jeszcze w XXI wieku błędnie podawano występowanie w tym kraju żółwinka bezzębnego.

## Taksonomia
Takson ten wprowadzony został w 1839 roku przez Ernsta Friedricha Germara. Odo Reuter wyznaczył w 1888 roku jego gatunkiem typowym Cimex pedemontanus, opisanego w 1781 roku Johana Christiana Fabriciusa i będącego młodszym synonimem Cimex exanthematicus opisanego w 1763 roku przez Giovanniego Antonia Scopoliego. W 1865 roku przez Étienne’a Mulsanta i Claudiusa Reya wprowadzony został rodzaj Cryptodontus, do którego zaliczono wówczas tylko gatunek opisany przez Fabriciusa pod nazwą Cimex tuberculatus. W 1873 roku Carl Stål obniżył rangę Cryptodontus do podrodzaju w obrębie rodzaju Psacasta.
Do rodzaju tego należy łącznie 5 opisanych gatunków zgrupowanych w dwóch podrodzajach:
- Psacasta (Cryptodontus) Mulsant & Rey, 1865
  - Psacasta neglecta (Herrich-Schaeffer, 1837)
  - Psacasta tuberculata (Fabricius, 1781)
- Psacasta s.str. Germar, 1839
  - Psacasta cypria Puton, 1881
  - Psacasta exanthematica (Scopoli, 1763) – żółwinek bezzębny
  - Psacasta granulata (A. Costa, 1847)